# برناردو غوميز مارتينيز
برناردو غوميز مارتينيز (بالإسبانية: Bernardo Gómez Martínez)‏ هو شخصية أعمال مكسيكي، ولد في 24 يوليو 1968 في مدينة مكسيكو في المكسيك.